# Ритуал спуска корабля на воду

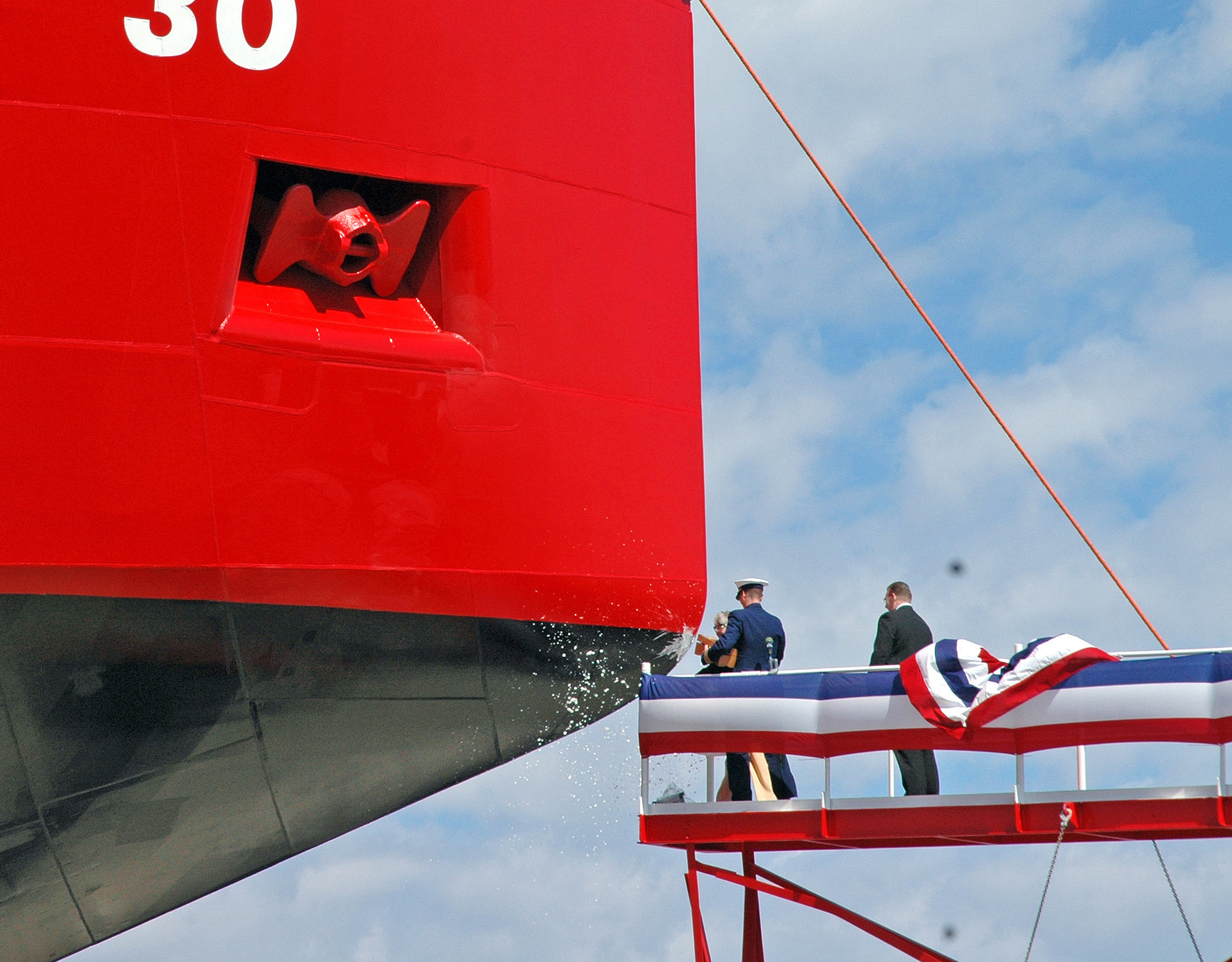
Бутылка шампанского разбивается о нос ледокола USCGC Mackinaw (WLBB-30), 2005 год

Спуск корабля на́ воду во многих культурах уподобляется религиозной церемонии крещения ребёнка, в ходе которой его нарекают именем. Связано это с тем, что крещёный ребёнок получает покровительство и защиту Бога. Уподобляя церемонию спуска корабля на воду крещению, моряки хотят получить защиту высших сил для себя и своего корабля.

## В древнем мире
Ещё греки и римляне при спуске кораблей на воду искали милости морского бога (Посейдона, Нептуна): вознося молитвы они покрывали головы венками, пили вина и поливали корабль водой, благословляя его. При этом на борт заносили священные реликвии, затем хранившиеся на корабле в течение всего его срока службы. У вавилонян, а позднее и в исламских странах молитвы сопровождались принесением в жертву животных, у викингов корабли освящались при помощи человеческой крови.

## Новое время
К началу XVII века церемония начала терять чисто религиозный характер и приобретать черты светской традиции. Так, в 1610 году при крещении английского корабля HMS Prince Royal принц Уэльский поднялся на борт, испил вина из золотой чаши, торжественно произнёс имя корабля и, окропив вином корабль, попросил божественной защиты для корабля, его экипажа и пассажиров. Подобные чаши, называемые «стоячие кубки» и изготавливавшиеся из драгоценных материалов, использовались в британском флоте и далее. По традиции, после спуска корабля их бросали за борт, но когда британский флот стал расти совсем ударными темпами этот ритуал был сочтён расточительным, и с 1690 года от кубков отказались, заменив их на бутылки с вином.
До начала XIX века бутылку просто бросали в корабль, однако в 1811 году неудачно брошенная бутылка травмировала одного из зрителей, после чего их стали привязывать тросом. С этого же времени появилась традиция участия в церемонии женщин. В некоторых церемониях использовали святую воду, набранную в семи морях морскую воду, самые различные напитки от виноградного сока до мадеры и коньяка. В конце XIX века началась традиция использования именно шампанского. Во времена «сухого закона» использование алкоголя ограничивалось, и, например, в 1931 году переоборудованную для арктического подлёдного плавания американскую подводную лодку окрестили «Наутилус» при помощи ведра со льдом.
В Российском флоте, образованном при Петре I, церемония спуска на воду состояла в орудийном салюте, возвещавшем начало церемонии, после чего корабельный мастер получал памятную награду — обычно, серебряную чашу. Затем под артиллерийские салюты крепости и других кораблей перерубали удерживающие деревянные подпоры, освобождая корабль и спуская его на воду.

## Современная церемония
В США в ритуале спуска корабля принимает участие sponsor (рус. поручитель). По аналогии с крещением в церемонии участвует либо один поручитель, либо два, но обязательно разного пола: крёстный (англ. — «godfather») и крёстная (англ. — «godmother»). В Великобритании поручителями могли быть члены королевской семьи, старшие морские офицеры, представители адмиралтейства. Начиная с XIX века, роль поручителя, как правило, стали выполнять женщины. История засвидетельствовала имя первой крёстной на американском флоте Лавинии Уотсон, дочери именитого жителя Филадельфии. 22 августа 1846 года она крестила парусный шлюп USS Germantown (1846) на филадельфийском кораблестроительном заводе.
Ключевым моментом церемонии спуска является наречение корабля именем, которое символизирует переход корабля в новое состояние, начало его жизни. Крестная или крёстный торжественно обращается к кораблю со словами: «In the name of the United States I christen thee…», произносит имя корабля, далее следует разбитие бутылки с какой-либо жидкостью. В роли «святой воды» может использоваться вода, сидр, вино, но традиционно предпочитают светский напиток — шампанское. Бутылка разбивается о носовую часть корабля: «As „Constitution“ ran out, Captain Sever broke a bottle of fine old madeira over the heel of the bowsprit». Место разбития выбирается не случайно и связано с тем, что носовая часть корабля метафорически воспринимается как голова человека. Именно голову человека окропляет святой водой священник при крещении.
После наречения именем корабль по стапелям спускается в воду, что тоже порождает образную метафору погружения ребёнка в купель со святой водой. В английском языке стапеля, на которых покоится корабль, называются «cradle» — колыбель, люлька, что дополнительно подчёркивает антропоцентричный характер происходящего. Корабль, подобно ребёнку, покидает свою «колыбель» и начинает самостоятельную жизнь.
В современном ВМФ России церемонии спуска на воду проходят в торжественной обстановке, в присутствии высокопоставленных гостей, а посторонние на подобные церемонии практически не допускаются, вследствие чего основная масса участников спуска на воду — это заводчане-строители и экипаж корабля. Шампанское в таких случаях обычно разбивает командир корабля.

## Галерея

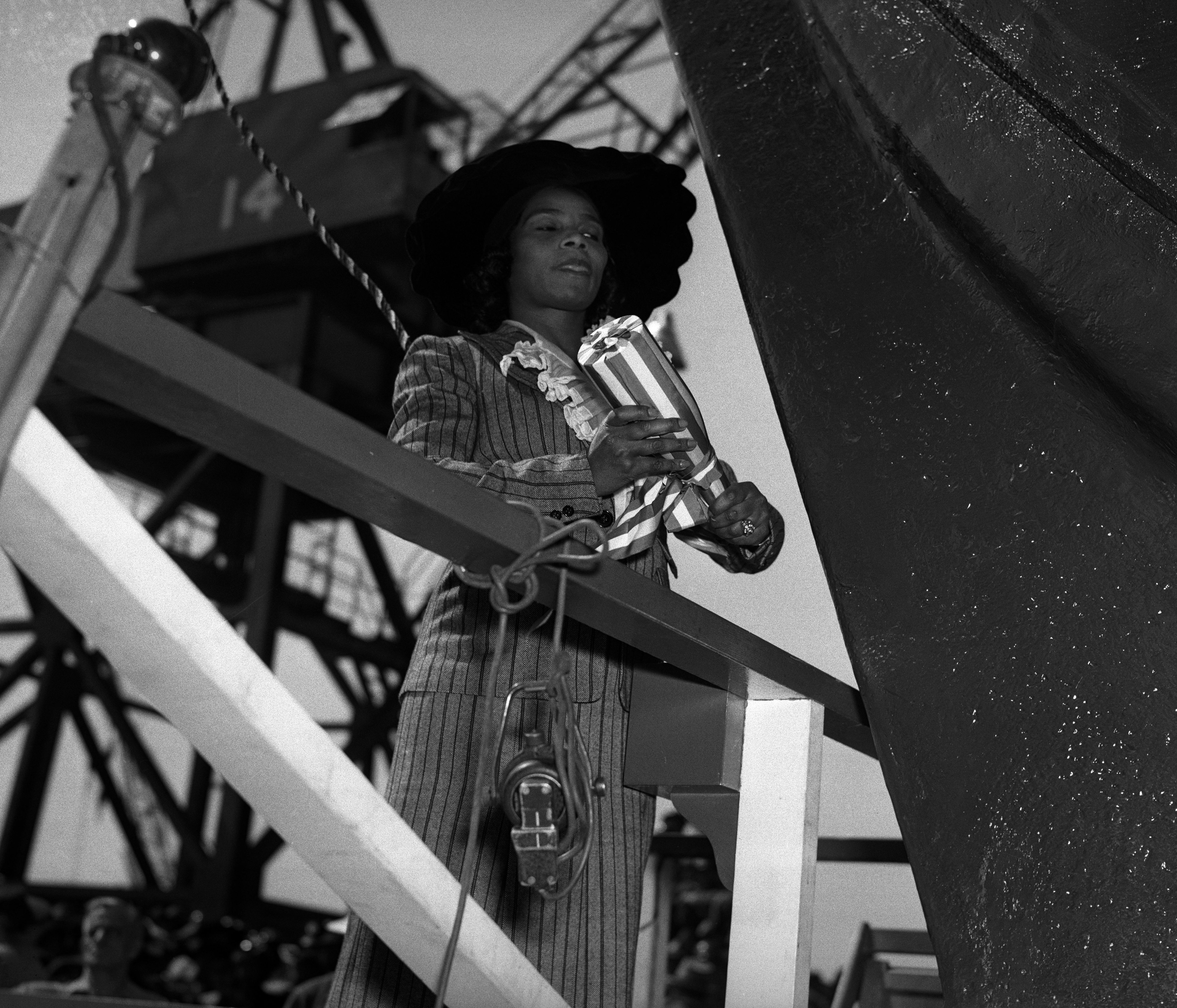
Певица Мариан Андерсон на церемонии «крещения» торгового судна, впервые названного в честь афроамериканца — Букера Т. Вашингтона.
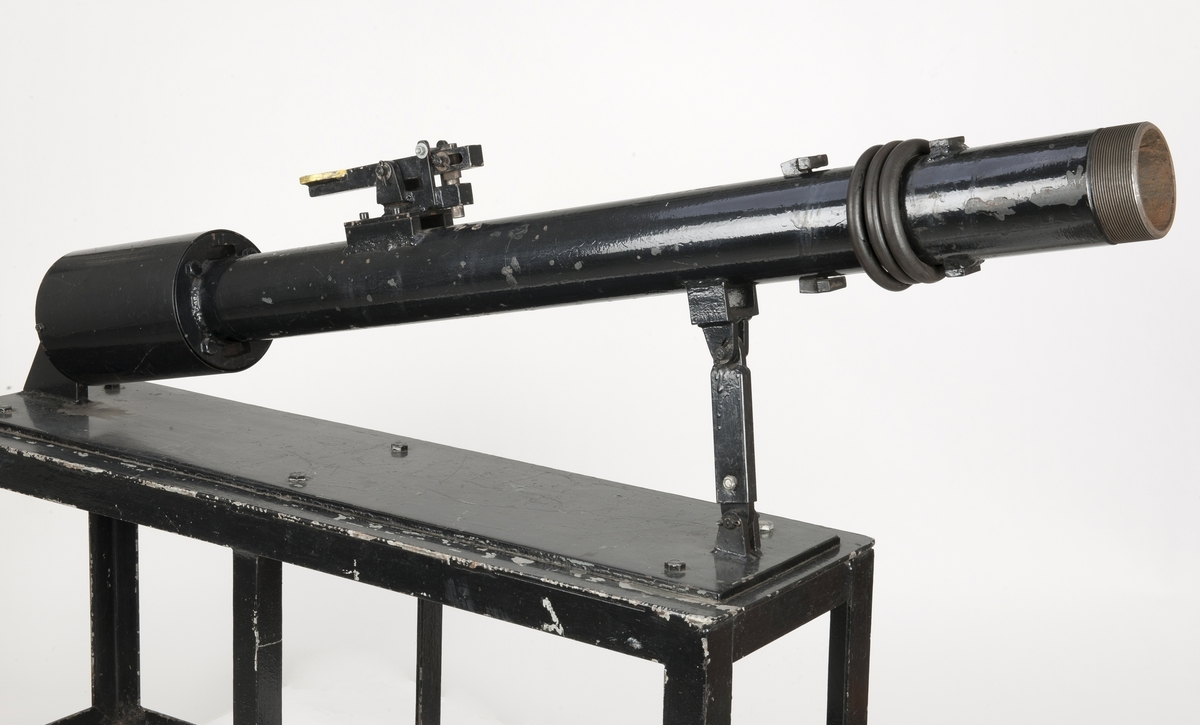
«Крестильная пушка», «выстреливающая» бутылку с шампанским в борт корабля. Норвегия, XX век
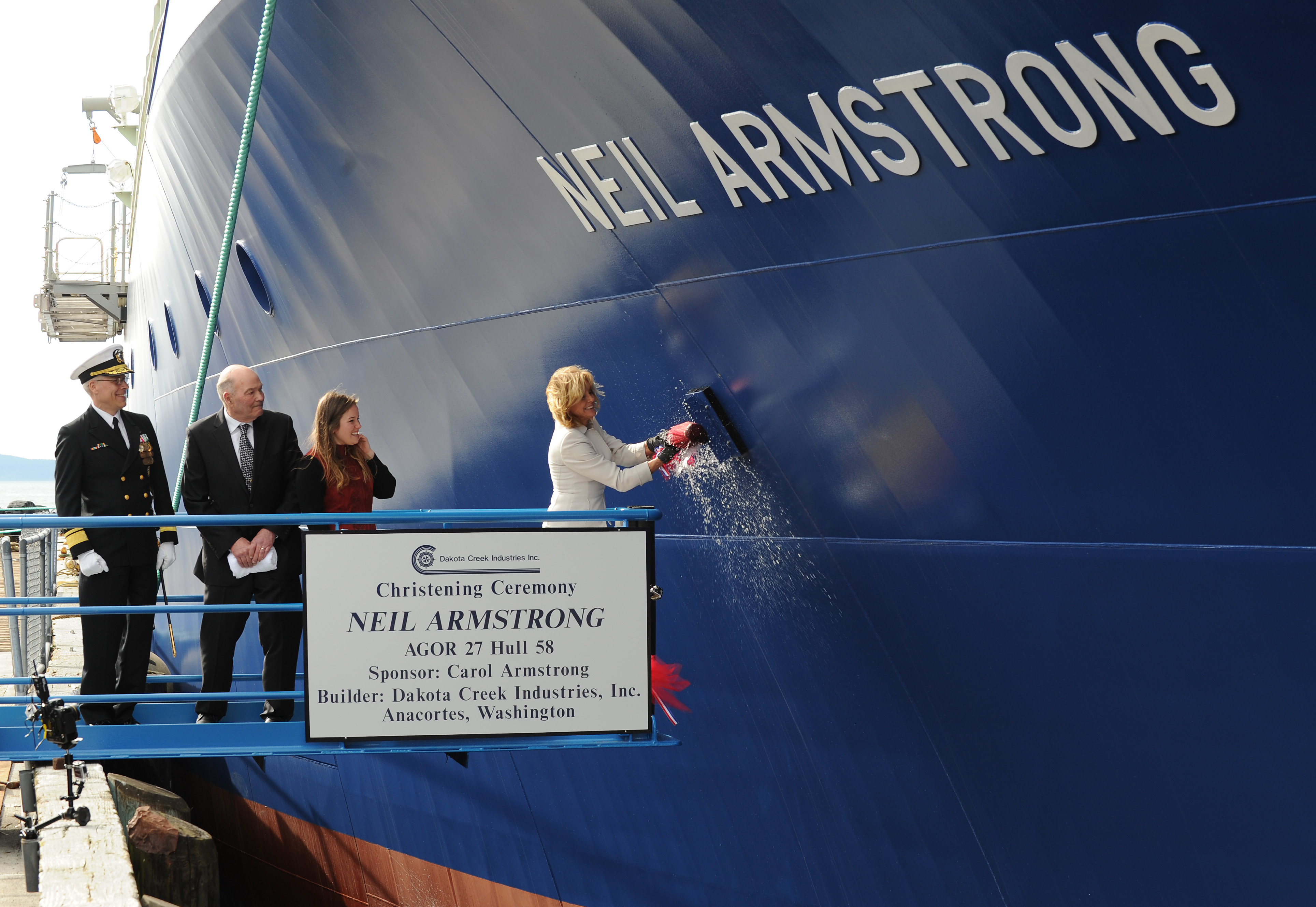
Кэрол Армстронг, разбивающая бутылку о борт исследовательского корабля, названного в честь Нила Армстронга, 2014 год
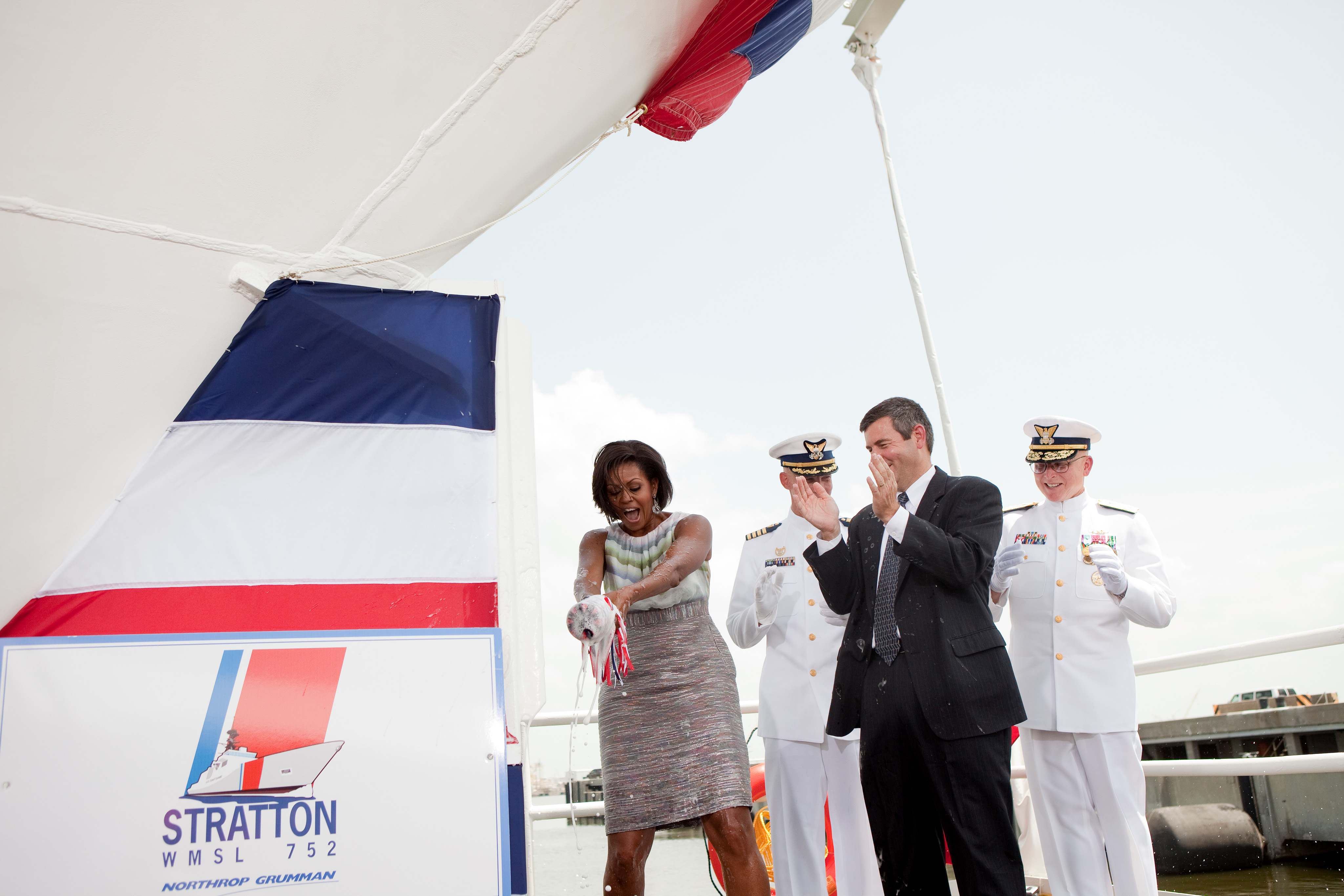
Мишель Обама — «крёстная мать» корабля береговой охраны, 2010 год
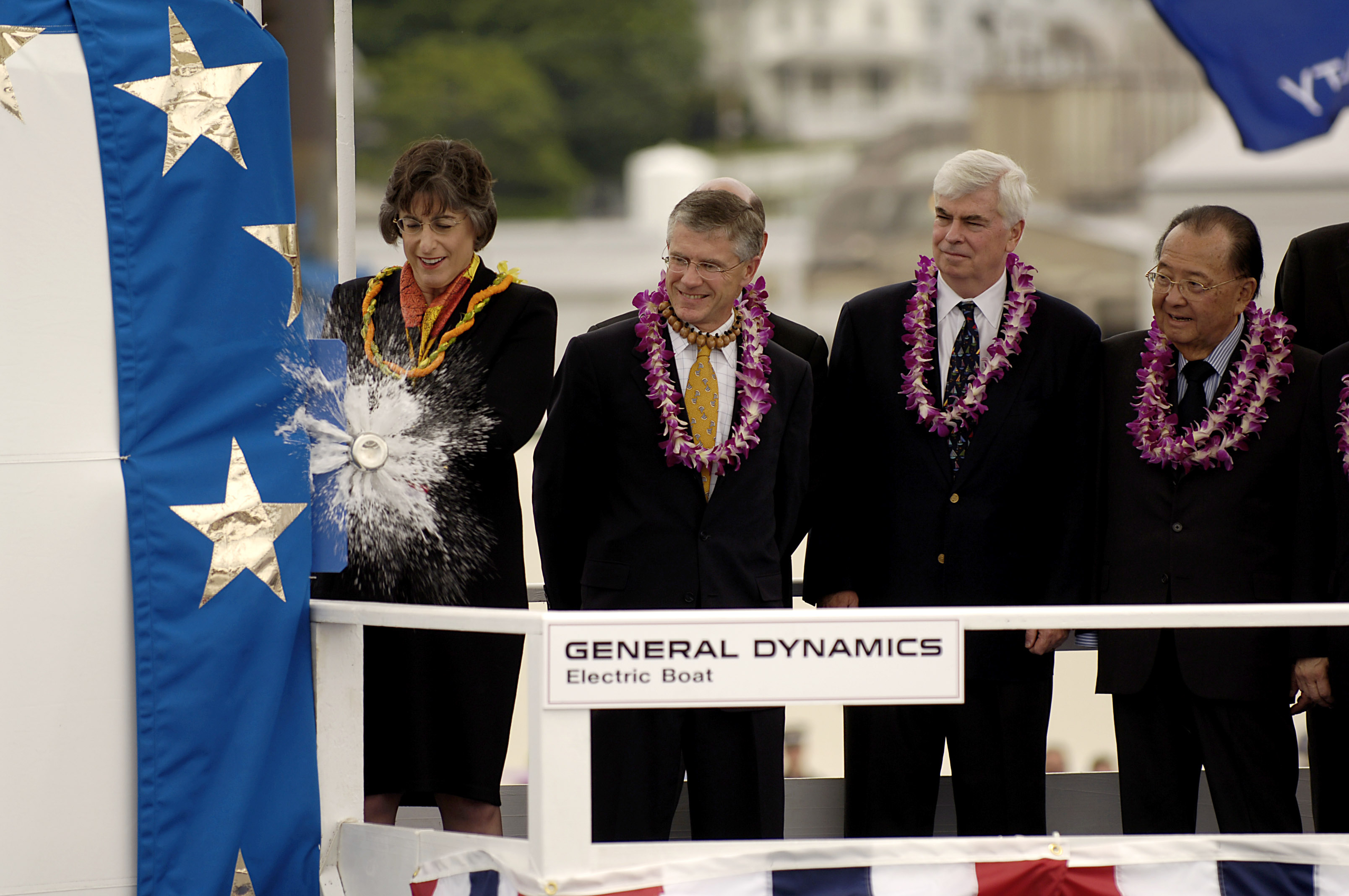
Губернатор штата Гавайи Линда Лингл «крестит» подводную лодку USS Hawaii (SSN 776)